# .pro
.pro — загальний домен верхнього рівня для професіоналів у своїй галузі.
Реєстрація домена мала низку обмежень, поки 16 листопада 2015 року, після регуляторних змін, домен .pro став доступним для реєстрації без обмежень для всіх охочих.

## Історія
Домен був спочатку запущений у червні 2004 року з обмеженням реєстрацій для чотирьох професій: бухгалтерів, інженерів, юристів і медичних працівників у Канаді, Німеччині, Великій Британії та США.
У березні 2005 року реєстратор EnCirca запустив суперечливу послугу ProForwarding, яка дозволяла незатвердженим людям і компаніям реєструвати домени .pro. Реєстранти отримували 30 днів для надання перевірених документів до активації їх домену. Станом на січень 2008 року загальна кількість реєстрацій досягла 6 899.
Після консультацій з ICANN домен був перезапущений у вересні 2008 року з розширеними умовами, щоб включити сертифікованих урядом професіоналів з усіх країн. Реєстранти зобов’язані самостійно підтверджувати свій професійний статус, погоджуватись із умовами використання під час реєстрації, а згодом надавати детальну інформацію про свої ліцензії.
У 2012 році RegistryPro була придбана компанією Afilias Limited.
Офіційний сайт домену описує критерії відповідності таким чином:
- Заявник надає професійні послуги.
- Заявник має допуск або ліцензію, видану урядовим сертифікаційним органом або юрисдикційним ліцензійним органом, визнаним урядовою установою, яка регулярно перевіряє точність своїх даних.
- Заявник має належний статус[3].

Станом на квітень 2011 року реєстрація доменів була доступна через 44 акредитованих реєстратори.